# Pas de zéro de conduite pour les enfants de trois ans

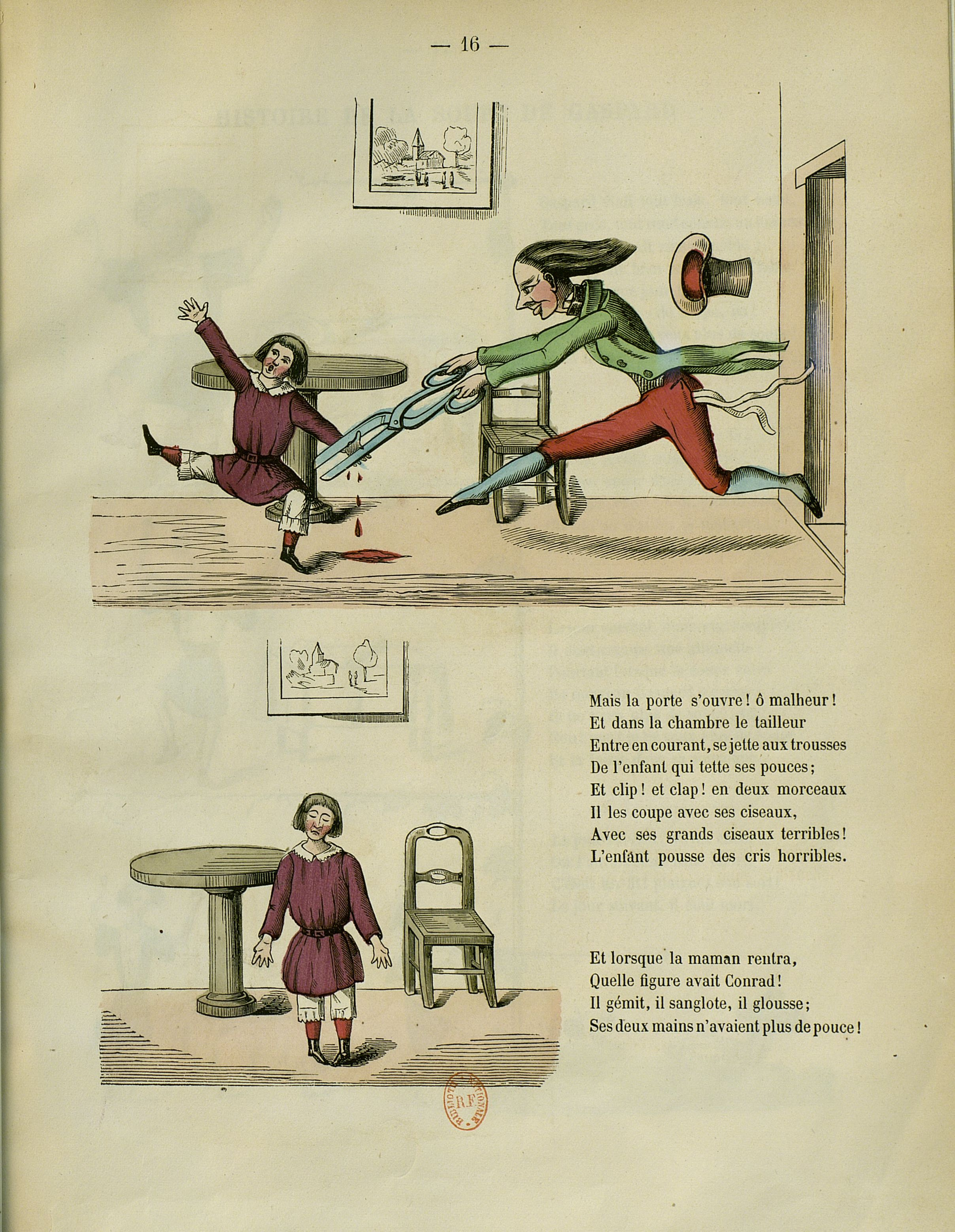
A contrario de cette illustration pour Pierre l'ébouriffé, 1872, trad. par Louis Ratisbonne, Trim (éd.) de Struwwelpeter par Heinrich Hoffmann.

Pas de zéro de conduite pour les enfants de trois ans est une initiative, lancée par des professionnels de la petite enfance, en 2005, en réponse au rapport rédigé par l'Inserm sur les troubles des conduites du jeune enfant et au projet de loi qui s'appuie en partie sur lui. Il s'agit d'une part de contester sur un plan scientifique l’approche prônée dans ce rapport et d'autre part de dénoncer l'utilisation sécuritaire qui peut en être faite. La pétition, populaire, entraîne un débat dans l'opinion, une série d'ouvrages est publiée de 2006 à 2012, et un premier colloque est organisé en 2006. Le projet de loi est retiré la même année.

## Historique

### Le rapport de l'Inserm
Fin 2005, l'Institut national de la santé et de la recherche médicale (Inserm) publie une expertise sur le « trouble des conduites chez l’enfant et l’adolescent ». Le rapport préconisait « le repérage des perturbations du comportement dès la crèche et l’école maternelle » pour éviter la survenue de comportements délinquants à l’adolescence alors mis en avant par le gouvernement,.

### L'initiative Pas de zéro de conduite
Pour réagir à ce qu'ils considèrent comme une « corrélation abusive entre des difficultés psychiques de l’enfant et une évolution vers la délinquance », l’appel « Pas de 0 de conduite pour les enfants de trois ans » était lancé par un groupe de praticiens dont Pierre Delion, pédopsychiatre au CHU de Lille, Bernard Golse, pédopsychiatre à l’hôpital Necker, à Paris, Boris Cyrulnik, neuropsychiatre, Christine Bellas-Cabane, présidente du Syndicat national des médecins de protection maternelle et infantile, Sylviane Giampino, fondatrice de l’Association nationale des psychologues pour la petite enfance, et François Bourdillon, président de la Société française de santé publique. Cette pétition, mise en ligne le 29 janvier 2006, stipule également : « plutôt que de tenter le dressage ou le rabotage des comportements, il convient de reconnaître la souffrance psychique de certains enfants à travers leur subjectivité naissante et de leur permettre de bénéficier d’une palette thérapeutique la plus variée » ; elle recueille environ 200 000 signatures
L’expertise de l’Inserm suscite de nombreuses inquiétudes, ses orientations pouvant appuyer les préconisations du « rapport Bénisti sur la prévention de la délinquance », un rapport discuté, rédigé par le député UMP Jacques-Alain Bénisti (UMP) en 2004-2005 et remis au ministre de l’Intérieur de l'époque, Nicolas Sarkozy, pour alimenter le débat sur l’avant-projet de loi sur la prévention de la délinquance.
En 2006, le gouvernement annonce le retrait de l’article sur le dépistage précoce du projet de loi prévention de la délinquance et renonce à l’idée d’un carnet de comportement dès la maternelle. 
Face à l’ampleur du mouvement, le ministre de la santé charge l’Inserm d’organiser un colloque. Intitulé « Trouble des conduites : de la clinique à la recherche » (14 novembre 2006 à Paris). Il débouche en décembre sur l'annonce de la refonte des méthodes d’expertises de l'Inserm dans le domaine de la santé psychique.

## Publications
- Pas de zéro de conduite pour les enfants de 3 ans !, Érès, 2006, 240 p. (ISBN 9782749206752).
- Enfants turbulents : l'enfer est-il pavé de bonnes préventions ?, Érès, 2008, 304 p. (ISBN 9782749208800).
- Les enfants au carré ? : Une prévention qui ne tourne pas rond !, Érès, 2011, 256 p. (ISBN 9782749214054).
- Petite enfance : pour une prévention prévenante : Manifeste, Érès, 2011, 40 p. (ISBN 9782749214603).
- La prévention prévenante en action, Érès, 2012, 248 p. (ISBN 9782749215167).